# أسيتيل كولين
الأسيتيل كولين هو مادة كيميائية تتواجد في الحويصلات المشبكية ينقل النبأ العصبي من الخلية قبل المشبكية إلى اللواقط الحساسة المتواجدة على الخلية بعد المشبكية وهذه المادة هي إحدى أنواع النواقل العصبية التي تتحرر في فالق المشبك الكيميائي وللأستيل كولين وظائف عديدة ومنها تقليص العضلات المخططة وتوسيع الشعيرات الدموية وتضييق الحدقة.

## زوال تأثيره
لا يستمر تأثير الأستيل كولين طويلا ويزول تأثيره بسبب وجود إنزيم أستيل كولين استيراز الموجود في الشقوق التشابكية الكولينية الفعل وفي خلايا الدم الحمراء وهذا الإنزيم يحطم هذا الناقل العصبي ويوقف عمله وتعد عملية تحطيم الأسيتيل كولين عملية سريعة. وهناك إنزيم آخر يقوم بدور مشابه هو إنزيم أسيتيل كولين استيريز الكاذب وهو يوجد في الكبد وفي بلازما الدم ويعد إنزيما غير متخصص يعمل على السكساميثونيوم والذي يعرف أيضا بالسكسينيل كولين الذي يعد مادة منشطة لعمل مستقبلات الأسيتيل كولين.
عرّف أوتولوي Otto- Loewi الأستيل كولين منذ عام 1923 بأنه الوسيط الكيميائي للألياف العصبية اللاودية parasympathetic، وتبين حديثاً أنه الوسيط الكيمياوي الرئيس في الجملة العصبية الذاتية بقسميها الودي sympathetic واللاودي parasympathetic.

### الاستيل كولين و غازات الأعصاب
تعمل غازات الأعصاب بشكل أسرع عندما تدخل الجسم عن طريق التنفس، وذلك لأن الرئتين تتصلان بكم كبير من الأوعية الدموية مما يسهل ويسرع انتقال العوامل إلى أعضاء الجسم. إن تعرض شخص لتركيز كاف من غاز الأعصاب فقد يؤدي إلى موته خلال دقيقتين فقط. أما إذا كان الانتقال للجسم عن طريق الجلد فإن التأثير يكون أبطأ، ولكن إذا كان تركيز المادة السامة مرتفعا فإنها تكون أيضا قاتلة.
ترتبط غازات الأعصاب عندما تدخل الجهاز العصبي بأنزيم الأستيل كولين إستيريز، ويقوم هذا الأنزيم في الوضع الطبيعي بتفكيك الناقل العصبي أسيتيل كولين في التشابك العصبي بعد أن يقوم بنقل الإشارات العصبية.
وعندما يرتبط عامل الأعصاب بالأنزيم فإنه يؤدي إلى تثبيط عملية تفكيك الأسيتل كولين مما يقود إلى تراكمه في التشابك العصبي واستمرار تحفيز الخلايا بشكل مستمر، وهذا يفسر زيادة إفراز اللعاب وتشنج العضلات.
الأعراض
زيادة إفراز اللعاب.
سيلان الأنف.
شعور بضغط على الصدر.
ضيق بؤبؤ العين.
صداع.
تعب.
هلوسة.
غثيان.
سعال.
صعوبة في التنفس.
قيء.
ضعف في العضلات.
تشنجات.
الموت.
ينتج الموت في حالة غاز الأعصاب بآليتين متلازمتين، الأولى تشنج عضلات الجهاز التنفسي، والثانية تأثير عوامل الأعصاب على مركز عملية التنفس في الجهاز العصبي المركزي. أي أن عوامل الأعصاب تقتل المصب خنقا.
الترياق المضاد لعوامل الأعصاب
مزيج من مادة الأتروبين ومادة الأوكسيم، ويجب إعطاؤه فورا لتقليل احتمال الموت 